# Albert Sjögren (präst)
Albert Charles Urbanus Sjögren, född 21 februari 1897 i Västra Karaby församling, Malmöhus län, död 22 november 1977 i Hässleholm, var en svensk präst. Han var far till redaktör Henrik Sjögren och till organisten Albert Sjögren.
Efter studentexamen i Malmö 1914 blev Sjögren teologie kandidat vid Lunds universitet 1918, kyrkoadjunkt i Malmö S:t Johannes församling 1919, komminister där 1925, var kyrkoherde i Tygelsjö och Västra Klagstorps församlingar 1932–42, i Hässleholms församling 1942–65 samt kontraktsprost i Västra Göinge kontrakt 1953–65. Han var direktor vid Lunds universitets teologiska fakultet 1950–58 (assisterande 1949). Han var ordförande i Lunds missionssällskap 1933–64 och styrelseledamot i Svenska kyrkans missionsstyrelse 1952–63. Han författade Budskapet från Gud (prästmötesavhandling, 1956).